# E. E. Cummings
Edward Estlin Cummings (14 de octubre de 1894-3 de septiembre de 1962), habitualmente abreviado E. E. Cummings, e. e. cummings o e e cummings, fue un poeta, pintor, ensayista y dramaturgo estadounidense. Aunque no aprobaba la práctica, sus editores frecuentemente escribían su nombre con minúsculas para representar su sintaxis inusual.
Participó en la Primera Guerra Mundial, llegando a Francia en el barco La Touraine, donde conoció a William Slater Brown, a quien representó con el nombre "B." en su novela autobiográfica The Enormous Room (1922). Ambos forman parte de la lost generation ("generación perdida").
Tras pasar cinco semanas desocupados en París por un fallo de organización, periodo en el que Brown y Cummings se convirtieron en amigos íntimos, fueron asignados a una unidad de ambulancias. En septiembre de 1917 fueron arrestados por sospechas de espionaje, y encarcelados en el campo de detención de La Ferté-Macé (Orne, Normandía). Cummings fue liberado en diciembre de 1917 tras la intervención de su padre; en cambio, Brown no lo fue en ese momento; varios meses más tarde los dos amigos se reunieron en Nueva York.
Cummings es conocido por sus poemas que rompen con toda estructura, incluyendo usos poco ortodoxos de las mayúsculas y la puntuación, en la que los puntos y comas podían incluso llegar a interrumpir oraciones y hasta palabras. Muchos de sus poemas también están escritos sin respeto a los renglones y los párrafos y algunos no parecen tener pies ni cabeza hasta que no son leídos en voz alta.
A pesar del gusto de Cummings por los estilos vanguardistas y la tipografía inusual, una buena parte de su trabajo es tradicional. De hecho muchos de sus poemas son sonetos. La poesía de Cummings frecuentemente trata los temas del amor y la naturaleza, así como la sátira y la relación del individuo con las masas y el mundo.
Publicó más de 900 poemas, dos novelas, muchos ensayos y una gran cantidad de dibujos, bocetos y pinturas. Es considerado una de las voces más importantes de la poesía del siglo XX.

## Premios
E. E. Cummings recibió muchos premios durante su carrera, incluyendo:
- Dial (1925)
- Guggenheim Fellowship (1933)
- Shelley Memorial de Poesía (1944)
- Harriet Monroe de la revista Poetry (1950)
- Fellowship of American Academy of Poets (1950)
- Guggenheim Fellowship (1951)
- Charles Eliot Norton Professorship at Harvard (1952-1953)
- Nombramiento especial del National Book Award Committee por sus Poems, 1923-1954 (1957)
- Bollingen de Poesía (1957)
- Premio del Boston Arts Festival (1957)
- Concesión de $15,000 dólares de la Ford Foundation por dos años (1959)

### En inglés
- Eight Harvard Poets (Boston: Cornhill, 1917)
- The Enormous Room (New York: Boni and Liveright, 1922), una novela basada en sus experiencias en la guerra. La palabra 'shit' de la página 219 fue tachada en copias de la primera edición.
- Tulips and Chimneys (New York: Thomas Seltzer, 1923)
- & (New York: Cummings, 1925)
- XLI Poems (New York: Dial Press, 1925)
- is 5 (New York: Boni and Liveright, 1926)
- him (New York: Boni and Liveright, 1927)
- [No title] (New York: Corvici Friede, 1930)
- Anthropos or The Future of Art (1930)
- CIOPW (New York: Corvici Friede, 1931)
- ViVa (New York: Horace Liveright, 1931)
- Eimi (New York: Corvici Friede, 1933)
- No Thanks (New York: Golden Eagle, 1935)
- Tom: A Ballet (Santa Fe: Rydal Press, 1935)
- 1/20 (London: Roger Roughton-Contemporary Poetry and Prose, 1936)
- Collected Poems (New York: Harcourt Brace, 1938)
- 50 Poems (New York: Duell Sloan and Pearce, 1940)
- 1 × 1 (New York: Henry Holt, 1944)
- Santa Claus: A Morality (New York: Henry Holt, 1946)
- Puella Mea (M. Vernon: Golden Eagle, 1949)
- Xaipe (New York: Oxford University, 1950)
- i: six nonlectures (Cambridge: Harvard University, 1953)
- Poems 1923–1954 (New York: Harcourt Brace, 1954)
- 95 Poems (New York: Harcourt Brace, 1958)
- 16 Poèmes Enfantin (New York: Marion Press, 1962)
- 73 Poems (New York: Harcourt Brace, 1963)
- Fairy Tales (New York: Harcourt Brace, 1965)

### En español

#### Poesía
- 30 poemas. Traducción de Alfonso Canales. Málaga: Ángel Caffarena editor, 1964.
- Poemas. Edición bilingüe. Selección, traducción e introducción de Alfonso Canales. Madrid: Alberto Corazón editor, 1969. (Visor de Poesía; 3). ISBN 84-7053-063-1. Cuarta edición: 2000, ISBN 978-84-7522-003-7. [Contiene una selección de las antologías Collected poems (1938), 95 poems (1958) y 100 selected poems (1959)].
- El uno y el innumerable quién. Selección, traducción y nota de Ulalume González de León. México D. F.: Universidad Nacional Autónoma de México - Dirección General de Difusión Cultural - Departamento de Humanidades, 1976. (Material de Lectura. Poesía Moderna; 28). Segunda edición: 2008.
- Con mucho gusto [Antología]. Traducción y prólogo de Juan Antonio Vasco. Caracas: Ediciones de la Dirección General de Cultura - Gobernación del Distrito Federal, 1978. (Cuadernos de Difusión. Serie Breves; 16).
- Poemas. Prólogo y traducción de Jorge Santiago Perednik. Buenos Aires: Editorial Tres Haches, 1995. ISBN 987-99781-0-2.
- Buffalo Bill ha muerto: Antología poética 1910-1962. Edición bilingüe. Traducción de José Casas. Madrid: Ediciones Hiperión, 1998. (Poesía Hiperión; 274). ISBN 978-84-751-7476-1.
- Poemas. Edición bilingüe. Prólogo y traducción de Jorge Santiago Perednik. Buenos Aires: Editorial Descierto, 2013. ISBN 978-987-29271-0-3.
- Siete de sus poemas fueron traducidos por Octavio Paz e incluidos en su volumen de traducciones Versiones y diversiones. México: Joaquín Mortiz, 1974.
- ViVa. Edicion bilingüe. Traducción de Pedro Larrea. Epílogo de Antonio M. Figueras. Madrid: Ed. El sastre de Apollinaire, 2022. ISBN: 978-84-125342-8-3.
- Poesía experimental. Edición bilingüe. Introducción y traducción de Eva M. Gómez Jiménez. Madrid: Cátedra, 2023. ISBN 978-84-376-4569-8.
- Tulipanes y chimeneas. Edición bilingüe. Traducción de Pedro Larrea. Madrid: Ed. El sastre de Apollinaire, 2023. ISBN: 978-84-127239-4-6.

#### Novela
- La habitación enorme. Traducción de Juan Antonio Santos Ramírez. Madrid: Ediciones Nocturna, 2019. ISBN 978-84-16858-73-6

#### Conferencias
- Yo: Seis no conferencias. Traducción de Olivia de Miguel. Barcelona: Editorial Elba, 2012. ISBN 978-84-939902-6-8.